# Chancey
Chancey est une commune française située dans le département de la Haute-Saône, la région culturelle et historique de Franche-Comté et la région administrative Bourgogne-Franche-Comté. Les habitants se nomment les Melons.

## Géographie

### Climat
Pour des articles plus généraux, voir Climat de la Bourgogne-Franche-Comté et Climat de la Haute-Saône.
En 2010, le climat de la commune est de type climat des marges montargnardes, selon une étude du Centre national de la recherche scientifique s'appuyant sur une série de données couvrant la période 1971-2000. En 2020, Météo-France publie une typologie des climats de la France métropolitaine dans laquelle la commune est exposée à un climat semi-continental et est dans la région climatique  Lorraine, plateau de Langres, Morvan, caractérisée par un hiver rude (1,5 °C), des vents modérés et des brouillards fréquents en automne et hiver. 
Pour la période 1971-2000, la température annuelle moyenne est de 10,3 °C, avec une amplitude thermique annuelle de 17,4 °C. Le cumul annuel moyen de précipitations est de 966 mm, avec 12,8 jours de précipitations en janvier et 8,9 jours en juillet. Pour la période 1991-2020, la température moyenne annuelle observée sur la station météorologique de Météo-France la plus proche, « Cugney », sur la commune de Cugney à 6 km à vol d'oiseau, est de 11,2 °C et le cumul annuel moyen de précipitations est de 958,2 mm. 
La température maximale relevée sur cette station est de 40 °C, atteinte le 31 juillet 2020 ; la température minimale est de −17 °C, atteinte le 20 décembre 2009,,. 
Les paramètres climatiques de la commune ont été estimés pour le milieu du siècle (2041-2070) selon différents scénarios d'émission de gaz à effet de serre à partir des nouvelles projections climatiques de référence DRIAS-2020. Ils sont consultables sur un site dédié publié par Météo-France en novembre 2022.

## Urbanisme

### Typologie
Au 1er janvier 2024, Chancey est catégorisée commune rurale à habitat dispersé, selon la nouvelle grille communale de densité à sept niveaux définie par l'Insee en 2022.
Elle est située hors unité urbaine. Par ailleurs la commune fait partie de l'aire d'attraction de Besançon, dont elle est une commune de la couronne,. Cette aire, qui regroupe 310 communes, est catégorisée dans les aires de 200 000 à moins de 700 000 habitants,.

### Occupation des sols
L'occupation des sols de la commune, telle qu'elle ressort de la base de données européenne d’occupation biophysique des sols Corine Land Cover (CLC), est marquée par l'importance des territoires agricoles (69,4 % en 2018), une proportion sensiblement équivalente à celle de 1990 (70,2 %). La répartition détaillée en 2018 est la suivante : 
terres arables (64,1 %), forêts (26,4 %), prairies (5,3 %), zones urbanisées (4,3 %). L'évolution de l’occupation des sols de la commune et de ses infrastructures peut être observée sur les différentes représentations cartographiques du territoire : la carte de Cassini (XVIIIe siècle), la carte d'état-major (1820-1866) et les cartes ou photos aériennes de l'IGN pour la période actuelle (1950 à aujourd'hui).

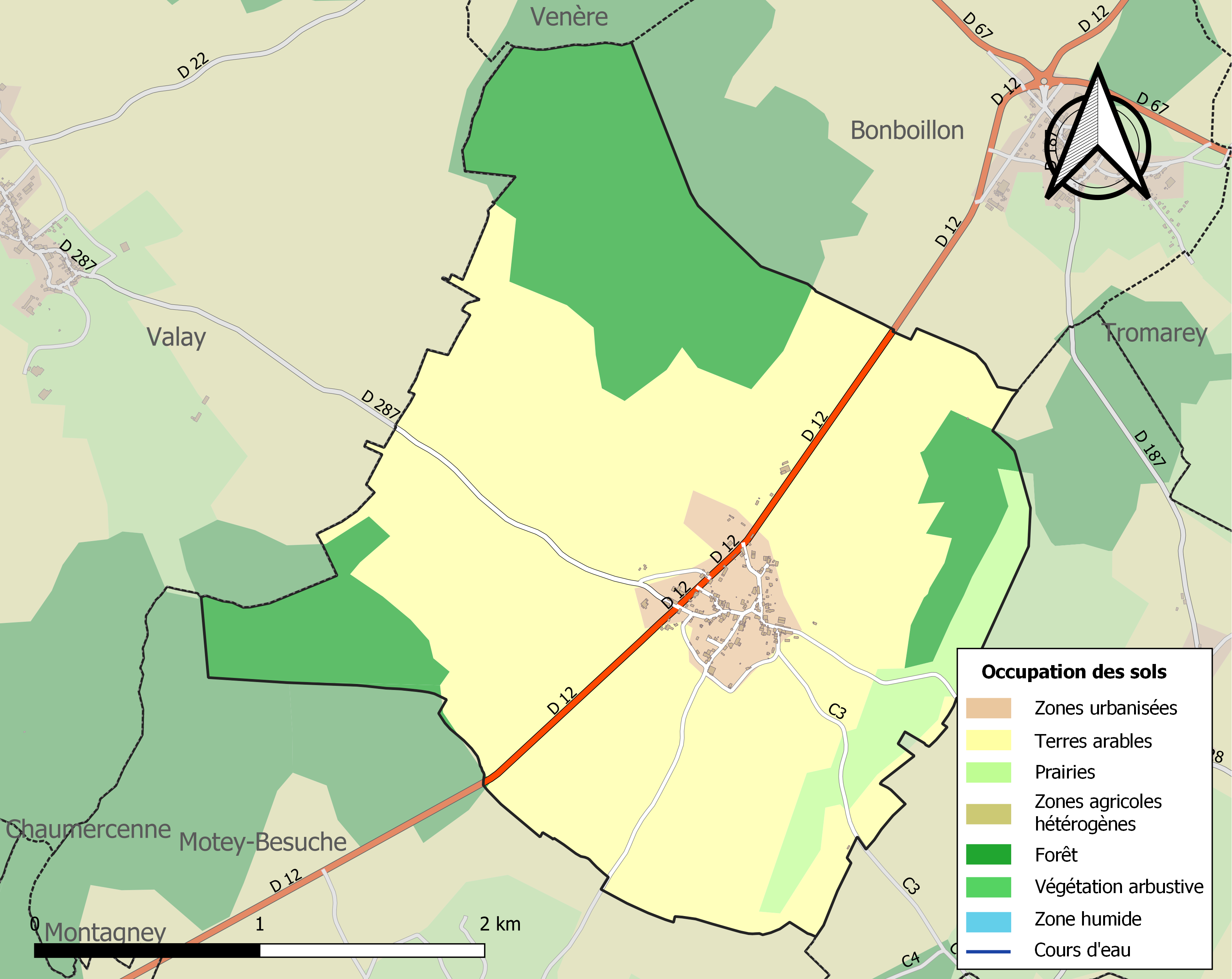
Carte des infrastructures et de l'occupation des sols de la commune en 2018 (CLC).

## Histoire
Chancey était un village qui vivait grâce aux carrières de pierre et au tailleurs de pierre et de la vigne.

## Politique et administration

### Rattachements administratifs et électoraux
La commune fait partie de l'arrondissement de Vesoul du département de la Haute-Saône, en région Bourgogne-Franche-Comté. Pour l'élection des députés, elle dépend de la première circonscription de la Haute-Saône.
Elle faisait partie depuis 1793 du canton de Pesmes. Dans le cadre du redécoupage cantonal de 2014 en France, la commune est désormais rattachée au canton de Marnay.

### Intercommunalité
La commune faisait partie de la petite communauté de communes du val de Pesmes, créée par un arrêté préfectoral du 12 décembre 2002, et qui prenait la suite du Syndicat intercommunal de développement et d’aménagement du canton de Pesmes.
Dans le cadre des dispositions de la loi portant nouvelle organisation territoriale de la République (Loi NOTRe) du 7 août 2015, qui prévoit que les établissements publics de coopération intercommunale (EPCI) à fiscalité propre doivent avoir un minimum de 15 000 habitants (et 5 000 habitants en zone de montagnes), le préfet de la Haute-Saône a présenté en octobre 2015 un projet de révision du schéma départemental de coopération intercommunale (SDCI) qui prévoit notamment la scission de cette communauté de communes et le rattachement de certaines de ses communes à la communauté de communes du Val marnaysien et les autres communes à celle du Val de Gray,.
Malgré l'opposition du Val de Pesmes, le SDCI définitif, approuvé par le préfet le 30 mars 2016, a prévu l'extension : 
- du Val Marnaysien aux communes de Bard-lès-Pesmes, Berthelange, Brésilley, Chancey, Chaumercenne, Courcelles-Ferrières, Corcondray, Etrabonne, Ferrières-les-Bois, Malans, Mercey-le-Grand, Montagney, Motey-Besuche, Villers-Buzon, portant le nouvel ensemble à 13 784 habitants, selon le recensement de 2013 ;
- Val de Gray aux communes d'Arsans, Broye-Aubigney-Montseugny, Chevigney, La Grande-Résie, La Résie-Saint-Martin, Lieucourt, Pesmes, Sauvigney-lès-Permes, Vadans, Valay et Venère, portant le nouvel ensemble à 20 807 habitants[19].

C'est ainsi que la commune est désormais membre depuis le  1er janvier 2017 de la communauté de communes du Val Marnaysien.

### Liste des maires
| Période                                  | Période                       | Identité       | Étiquette | Qualité |
| ---------------------------------------- | ----------------------------- | -------------- | --------- | --- |
| Les données manquantes sont à compléter. |                               |                |           | |
| 1929                                     | 1947                          | Marc Gauthier  |           | |
| 1947                                     | 1965                          | Paul Gauthier  |           | |
| 1965                                     | 1977                          | Lucien Huguet  |           | |
| 1977                                     | 2001                          | Roger Rougeot  |           | |
| mars 2001                                | En cours (au 28 janvier 2016) | André Gauthier | UMP-LR    | Président de la CC Val de Pesmes ( 2003 → 2016) Vice-président du Pays graylois (2014 → ) Réélu pour le mandat 2020-2026, |

## Démographie
L'évolution du nombre d'habitants est connue à travers les recensements de la population effectués dans la commune depuis 1793. Pour les communes de moins de 10 000 habitants, une enquête de recensement portant sur toute la population est réalisée tous les cinq ans, les populations de référence des années intermédiaires étant quant à elles estimées par interpolation ou extrapolation. Pour la commune, le premier recensement exhaustif entrant dans le cadre du nouveau dispositif a été réalisé en 2004.

En 2022, la commune comptait 197 habitants, en évolution de −2,48 % par rapport à 2016 (Haute-Saône : −1,4 %, France hors Mayotte : +2,11 %).
| 1793 | 1800 | 1806 | 1821 | 1831 | 1836 | 1841 | 1846 | 1851 |
| ---- | ---- | ---- | ---- | ---- | ---- | ---- | ---- | ---- |
| 322  | 366  | 404  | 401  | 462  | 458  | 431  | 415  | 420  |

| 1856 | 1861 | 1866 | 1872 | 1876 | 1881 | 1886 | 1891 | 1896 |
| ---- | ---- | ---- | ---- | ---- | ---- | ---- | ---- | ---- |
| 388  | 387  | 401  | 368  | 353  | 313  | 289  | 266  | 270  |

| 1901 | 1906 | 1911 | 1921 | 1926 | 1931 | 1936 | 1946 | 1954 |
| ---- | ---- | ---- | ---- | ---- | ---- | ---- | ---- | ---- |
| 256  | 266  | 228  | 207  | 214  | 208  | 201  | 170  | 159  |

| 1962 | 1968 | 1975 | 1982 | 1990 | 1999 | 2004 | 2006 | 2009 |
| ---- | ---- | ---- | ---- | ---- | ---- | ---- | ---- | ---- |
| 167  | 158  | 133  | 127  | 130  | 119  | 143  | 142  | 155  |

| 2014 | 2019 | 2022 | - | - | - | - | - | - |
| ---- | ---- | ---- | - | - | - | - | - | - |
| 193  | 197  | 197  | - | - | - | - | - | - |

## Culture locale et patrimoine

### Lieux et monuments
- Le jardin du Clos Ballot, jardin privé de 7 000 m2 abritant un millier d'espèces de plantes et d’arbres, ouvert exceptionnellement au public[27].
- Église paroissiale Saint-Barthélemy,  reconstruite sur l'emplacement d'une église plus ancienne à partir de 1751 sur les plans de François Ducy, puis, à la fin du XVIIIe siècle, par l'architecte François Ducy[28].
- Croix des Gauthier, croix de chemin en calcaire datée de 1779[29].
- Oratoire de 1741[30].
- Lavoir à impluvium du village, d’inspiration antique.
- Maisons et fermes des XVIIe  au  XIXe siècle[31]

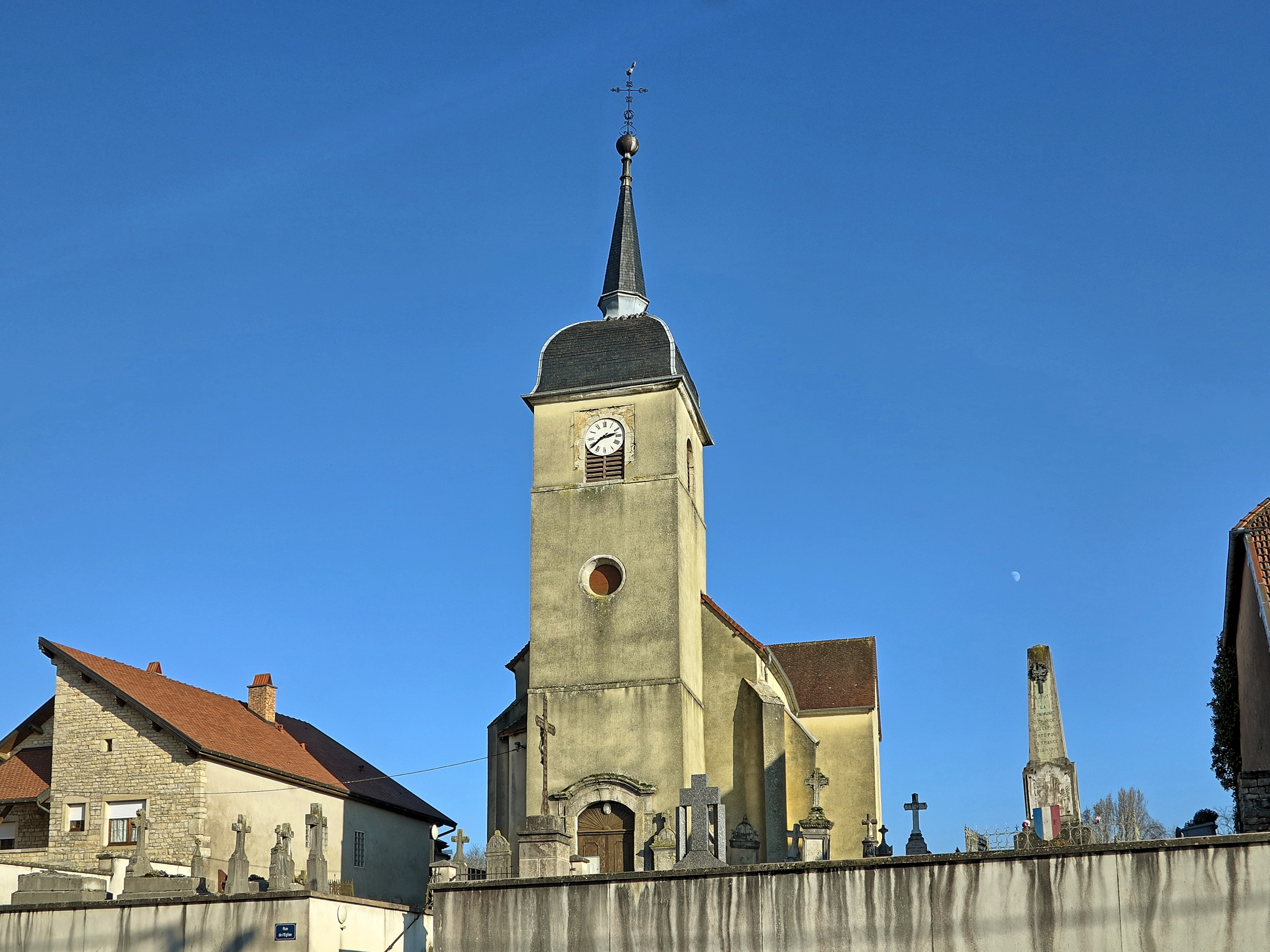
L'église.
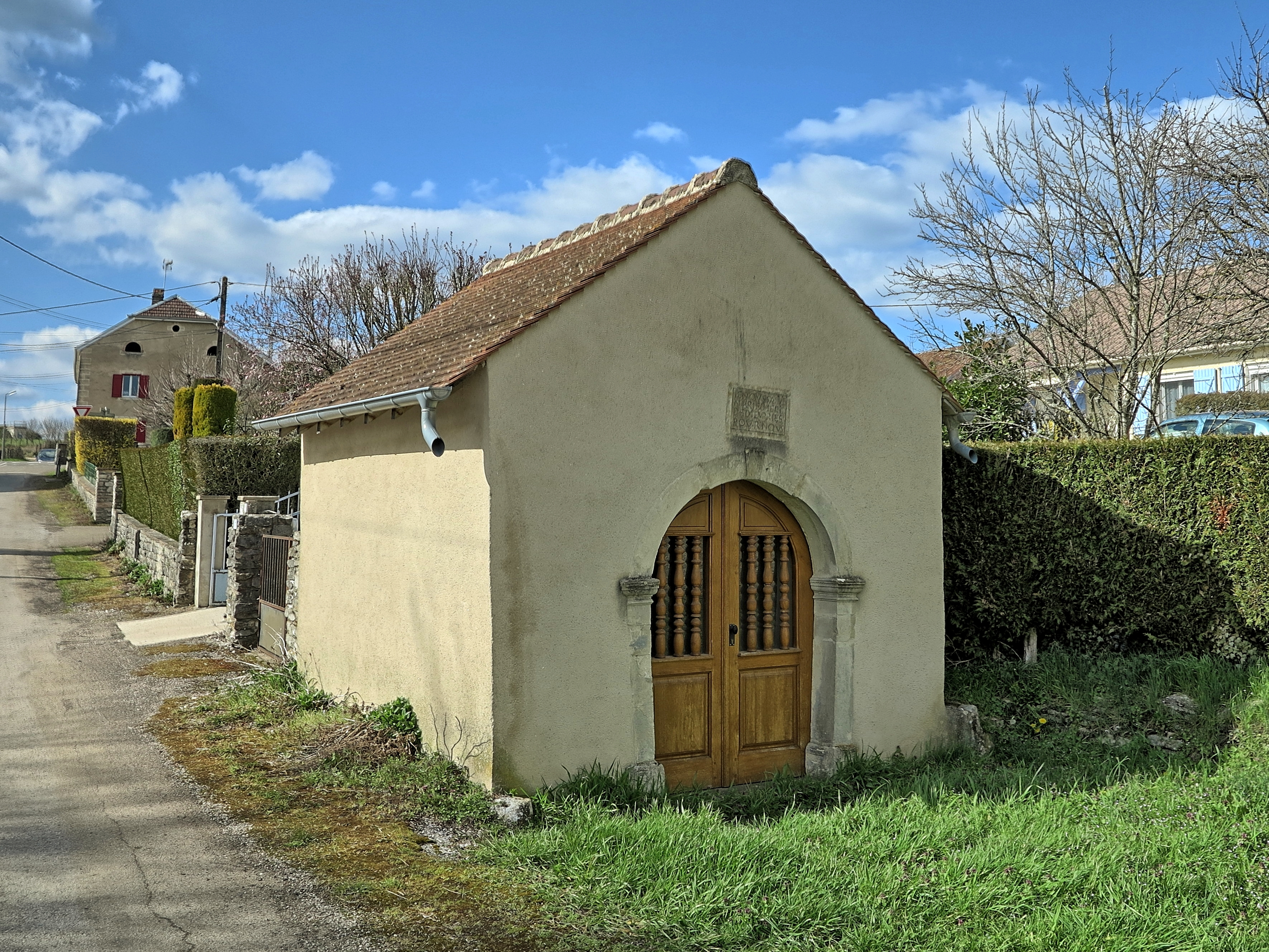
L'oratoire.
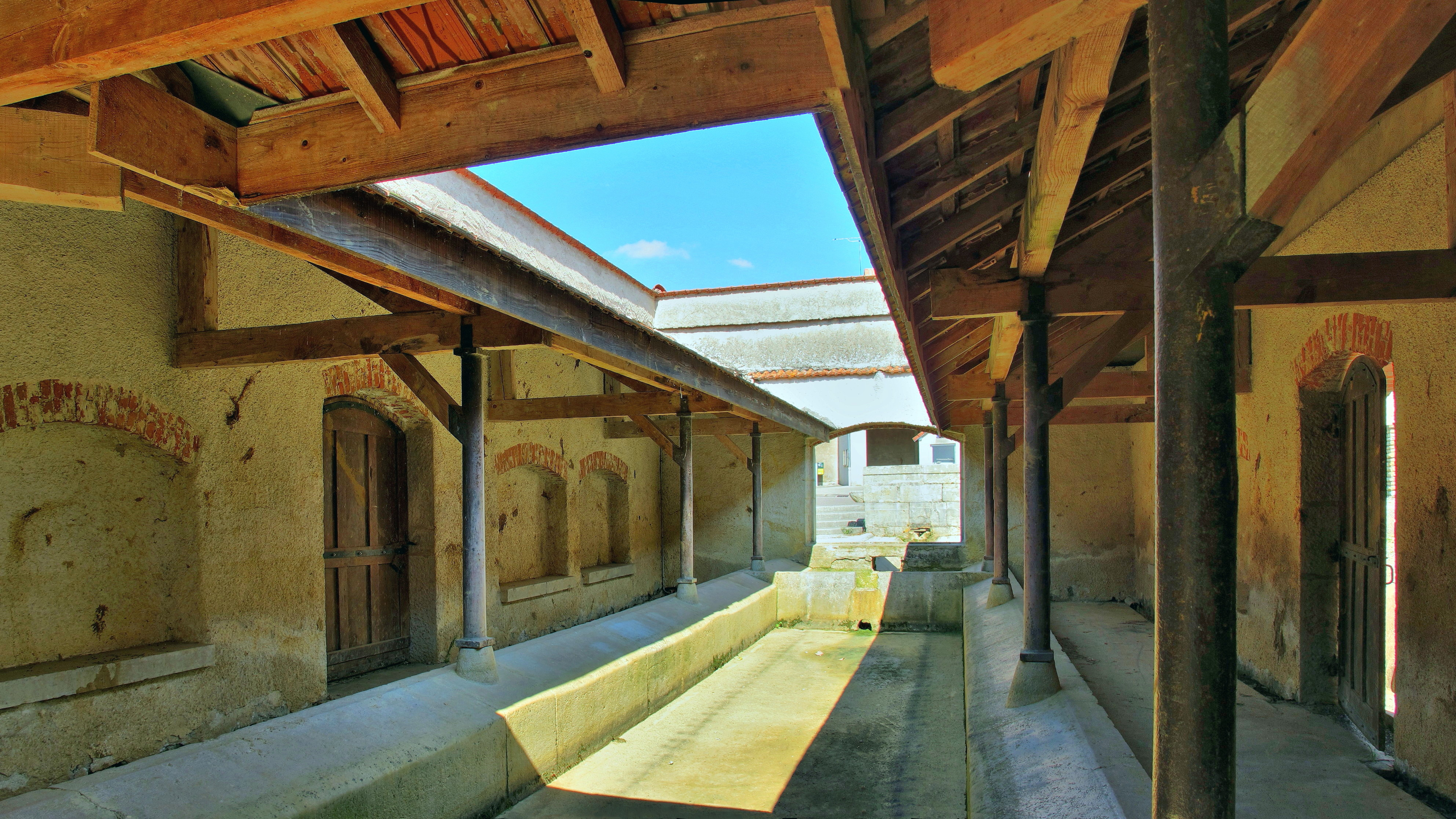
Vue intérieure du lavoir à impluvium.

### Personnalités liées à la commune
- Jean-Claude Breuillard[pourquoi ?] (1813-1844)
- Charles Gautier[pourquoi ?] (1832-1859)
- Gilles Grasser[pourquoi ?] (1771-1816)